# Like I Love You (chanson de Nico Santos et Topic)
Pour les articles homonymes, voir Like I Love You.
Singles par Nico Santos (en)
Play with Fire
(2020) Nothing to Lose
(2020)
Singles par Topic
Breaking Me
(2019) Why Do You Lie to Me
(2020)
Clip vidéo
[vidéo] « Like I Love You », sur YouTube
Like I Love You (« Comme je t'aime ») est une chanson du chanteur allemand Nico Santos (en) et du disc-jockey allemand Topic. Elle est écrite par Nico Santos, Joe Walter, Tobias Topic et Pascal Reinhardt. Ces deux derniers ont également produit le titre. Elle est sortie le 13 mars 2020 sous le label Virgin Records en tant que troisième single de l'album éponyme de Nico Santos.
C'est également la chanson représentant l'Espagne lors de la première édition du Concours de la chanson européenne libre (en) (Free European Song Contest). Dans la version interprétée au concours le 16 mai 2020, Nico Santos interprète la chanson seul et quelques paroles en espagnol sont ajoutés. Avec 104 points, Like I Love You remporte le concours sur les seize chansons participantes,,.

## Contexte
Like I Love You marque la deuxième collaboration de Nico Santos et le disc jockey Topic, qui avaient travaillés ensemble en fin 2015 pour la chanson Home.

## Clip vidéo
Deux clips ont été sortis pour accompagner la chanson. Le premier, contenant les paroles de la chanson, est sorti le 12 mars 2020. Le deuxième, le clip principal de la chanson, est sorti le 2 avril 2020.

## Liste de titres
| 1. | Like I Love You | 3:27 |

| 1. | Like I Love You (Topic & FRDY Remix)                    | 2:35 |
| 2. | Like I Love You (The Lonely Piano Session)              | 3:39 |
| 3. | Like I Love You (Free ESC Version)                      | 3:21 |
| 4. | Like I Love You (Acoustic Live Version)                 | 3:53 |
| 5. | Like I Love You (Topic & FRDY Remix / Extended Version) | 3:33 |

## Crédits
Crédits adaptés depuis Tidal.
Musiciens
- Nico Santos (en) – voix, paroles, composition
- Tobias Topic – paroles, composition, claviers
- Joe Walter – chœurs, paroles, composition
- Pascal "Kalli" Reinhardt – paroles, composition, batterie, guitare, claviers

Production
- Tobias Topic – programmation de basse, mastérisation, mixage, programmation, production, personnel du studio
- Pascal "Kalli" Reinhardt – programmation de basse, mastérisation, mixage, programmation, production, personnel du studio
- Sascha "Busy" Bühren – mastérisation

## Classements et certifications
| Classement (2020–21)          | Meilleure position |
| ----------------------------- | ------------------ |
| Allemagne (GfK Entertainment) | 24                 |
| Autriche (Ö3 Austria Top 40)  | 32                 |
| Croatie (HRT)                 | 25                 |
| Pologne (ZPAV)                | 28                 |
| Suisse (Schweizer Hitparade)  | 54                 |

| Classement (2020)             | Position |
| ----------------------------- | -------- |
| Allemagne (GfK Entertainment) | 91       |
| Autriche (Ö3 Austria Top 40)  | 75       |

### Certifications
| Pays                                                                       | Certification | Ventes certifiées |
| -------------------------------------------------------------------------- | ------------- | ----------------- |
| Allemagne (BVMI)                                                           | Or            | 200 000‡          |
| Autriche (IFPI Autriche)                                                   | Or            | 15 000‡           |
| xNon précisé par la certification ‡ventes/streaming selon la certification |               |                   |

## Historique de sortie
| Pays   | Date         | Format                       | Version   | Label  | Réf.  |
| ------ | ------------ | ---------------------------- | --------- | ------ | ----- |
| Divers | 13 mars 2020 | - Téléchargement - streaming | Originale | Virgin | [ 6 ] |
| Divers | 2 avril 2020 | - Téléchargement - streaming | Originale | Virgin | [ 5 ] |
| Divers | 5 juin 2020  | - Téléchargement - streaming | Remixes   | Virgin | [ 5 ] |